# Låt mig berätta
Låt mig berätta (finska: Kerron sinulle kaiken) är en finsk dramafilm från 2013 regisserad av Simo Halinen. Den berättar historien om Maarit (spelad av Leea Klemola), en kvinna som just har genomgått en könsbytesoperation. Hon vill återuppbygga relationen med sin tonåriga dotter och är också ute efter en man att dela sitt liv med.
Filmen nominerades till Nordiska rådets filmpris 2013.